# Плавузи
Плавузи је насељено место у Босни и Херцеговини у општини Коњиц у Херцеговачко-неретванском кантону које административно припада Федерацији Босне и Херцеговине. Према попису становништва из 1991. у насељу је живјело 64 становника.

## Географија
По последњем службеном попису становништва из 1991. године, у насељу Плавузи живела су 64 становника. Сви становници су били Хрвати.